# Gerhard Weber (Archäologe)
Gerhard Weber (* 18. April 1950 in Passau) ist ein deutscher Archäologe.

## Leben
Gerhard Weber besuchte das Gymnasium in Passau und Pfarrkirchen. Anschließend studierte er Architektur an der Technischen Universität München, wo er sich bei Gottfried Gruben für historische Bauforschung zu interessieren begann. Nach dem Diplom übernahm er von 1976 bis 1980 im Auftrag der Römisch-Germanischen Kommission des Deutschen Archäologischen Instituts die Leitung der Grabung im Apollo-Grannus-Tempel in Faimingen. Parallel dazu studierte er Provinzialrömische Archäologie an der Universität München und wurde dort 1982 bei Günter Ulbert promoviert. 1982 übernahm er die Stelle des Stadtarchäologen in Kempten, wo er zahlreiche Grabungen im antiken Cambodunum / Cambidanum durchführte. Von 2004 bis 2014 war er Leiter des Kulturamtes von Kempten, zog sich davon aber zurück, um sich bis zu seinem Ruhestand 2015 noch ein Jahr der Weiterentwicklung des Archäologischen Parks Cambodunum widmen zu können.

## Veröffentlichungen (Auswahl)
- Phoebianis. Untersuchungen zum römischen Heiligtum von Faimingen und zu anderen Sakralbauten in der Provinz Raetien. In: Bericht der Römisch-Germanischen Kommission 62, 1981, S. 104–217 (Teildruck der Dissertation).
- mit Johannes Eingartner, Pia Eschbaumer: Der römische Tempelbezirk in Faimingen-Phoebiana (= Limesforschungen Bd. 24). Zabern, Mainz 1993, ISBN 3-8053-1320-9.
- Kempten – Cambidano in spätrömischer Zeit. In: Karl-Josef Gilles, Clive Bridger (Hrsg.): Spätrömische Befestigungsanlagen in den Rhein- und Donauprovinzen (= British Archaeological Reports International Series 704). Oxford 1998, ISBN 0-86054-887-2 S. 137–141.
- (Hrsg.): Cambodunum – Kempten. Erste Hauptstadt der römischen Provinz Raetien?. Zabern, Mainz 2000, ISBN 3-8053-2691-2.
- (Hrsg.): Archäologie und Marketing. Alte und neue Wege in der Präsentation archäologischer Stätten; neue Medien. Beiträge zum 3. Cambodunum-Symposion am 9. und 10. Oktober 1998. Verlag für Heimatpflege im Heimatbund Allgäu, Kempten 2001, ISBN 3-88019-029-1.
- Kempten – Cambodunum, erste Hauptstadt in der römischen Alpenprovinz Rätien? In: Zeitschrift des Historischen Vereins für Schwaben 102, 2010, S. 39–83.